# 十三峠
十三峠（じゅうさんとうげ）は、大阪府八尾市神立と奈良県生駒郡平群町福貴畑との境にある峠。標高431m。

## 概要
峠を越える道路は、西側が 自然公園道八尾・十三峠線、東側が平群町道となっているが、少し南側を旧街道が通っている。
峠のすぐ北、信貴生駒スカイラインの東側脇に峠の名の由来である生駒十三峠の十三塚がある。ここの十三塚は完全な形で残っており、国の重要有形民俗文化財に指定されている。
旧街道沿いに明和2年（1765年）に設置された「十三峠の石仏」がある。天理教教祖中山みきの末娘・小寒が大坂布教の際にこの峠を越えていった。現在でも宗教活動の一環として峠越えで「おぢばがえり」をしている。地蔵の少し南に記念碑がある。
離合困難な場所やヘアピンカーブはあるが、二車線区間も多く走行はさほど困難ではない。その為か交通量は少なくはない。神立茶屋跡付近から峠までの大阪府内は二輪車は通行禁止である。
生駒山地を縦断する「信貴生駒スカイライン」が十三峠を経由するが、一般道の十三峠とは行き来できない。一般道のほうにも駐車場がある。

## 脚註
1. ↑  国土地理院地図、旧街道・十三峠の石仏付近のデータによる（データソース：DEM5B）